# Weidling-Mühle

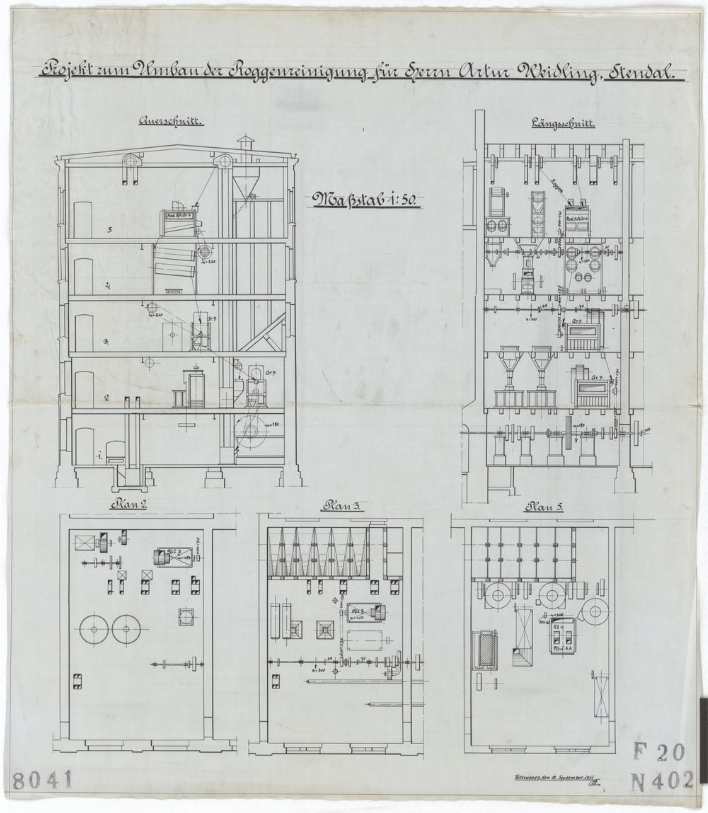
Roggenreinigung für Artur Weidling, Stendal (Zeichnung vom 12. September 1911)

Die Weidling-Mühle war ein Mühlenwerk in der altmärkischen Stadt Stendal, Fabrikstraße 5.
1902 wurde die von einer Dampfmaschine angetriebene Walzenmühle durch die Unternehmer Bergmann und Weidling gegründet, ab 1907 war Artur Weidling alleiniger Inhaber. Das Mühlenwerk wurde in den 1920er Jahren zum größten Mehlproduzenten in der Altmark.
Vor 1917 wurde eine von der Ascherslebener Maschinenbau-AG vorm W. Schmidt & Co. gebaute Dampfmaschine installiert. Nach dem Zweiten Weltkrieg wurde das Mühlenwerk enteignet und verstaatlicht. Bis 1990 war die Mühle in Betrieb, dann erfolgte eine Privatisierung mit baldiger Stilllegung.
Seit dem Schließen des Mühlenbetriebs im Jahr 1993 war immer wieder die Feuerwehr vor Ort, um kleinere Brände zu löschen. Im Oktober 2009 zerstörte ein Großbrand das unter Denkmalschutz stehende Gebäude völlig, am 10. Februar 2011 wurde die Ruine gesprengt.
In der Liste der Kulturdenkmale in Stendal war sie unter der Erfassungsnummer 094 75681 als Baudenkmal verzeichnet.